# تشانغ لي (لاعب كرة قدم صيني)
تشانغ لي (بالصينية: 张磊) (6 أبريل 1985 في الصين - ) هو لاعب كرة قدم صيني في مركز حراسة المرمى. لعب مع جيجيانغ غرينتاون ونادي بكين سينوبو غوان ونادي غوانغجو آر أند إف ونادي تشونغتشينغ ليانغجيانغ ونادي شنجن.

## وصلات خارجية
- تشانغ لي (لاعب كرة قدم صيني) على موقع Soccerway.com (الإنجليزية)